# Bulovka
Bulovka är en ort i Tjeckien. Den ligger i den norra delen av landet, 110 km nordost om huvudstaden Prag. Bulovka ligger 320 meter över havet och antalet invånare är 849.
Terrängen runt Bulovka är platt åt nordväst, men åt sydost är den kuperad.Runt Bulovka är det ganska glesbefolkat, med 35 invånare per kvadratkilometer. Närmaste större samhälle är Frýdlant v Čechách, 6,3 km sydväst om Bulovka. Omgivningarna runt Bulovka är en mosaik av jordbruksmark och naturlig växtlighet.